# Яуза (платформа)
Я́уза — остановочный пункт Ярославского направления Московской железной дороги в городе Москве.

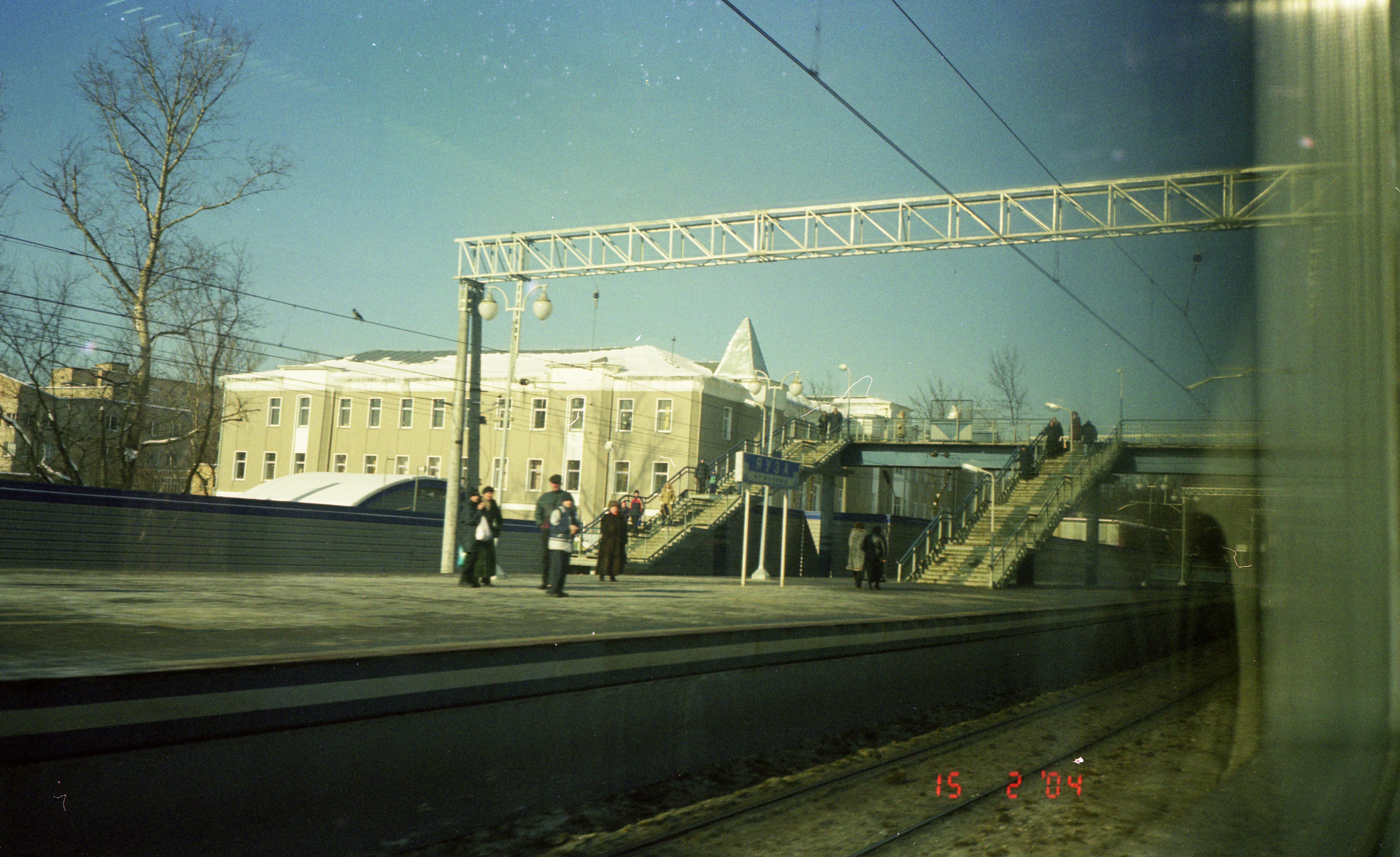
Платформа в 2004 году, без навесов

Под названием Платформа 6-й версты остановочный пункт был открыт в  1915 году для обслуживания лазарета 6-й версты Северных железных дорог (ныне Центральная клиническая больница «РЖД-Медицина»), строившегося рядом с 1911 года при участии архитектора Ф. О. Шехтеля. Платформа сохраняла своё название до 1929 года.  В том же 1929 году она была электрифицирована и переименована.
Состоит из двух островных платформ (5 путей), соединённых пешеходным путепроводом. В средней части платформ установлены полупрозрачные навесы. Платформы сужаются к югу. Платформа № 1 для электропоездов на Москву оборудована турникетами, платформа № 2 после реорганизации схемы движения поездов в 2019 году так и не была оборудована турникетами.
Выходы с пешеходного путепровода на Малахитовую улицу и Яузскую аллею в национальном парке «Лосиный остров». Неподалёку от платформы находится Центральная клиническая больница «РЖД-Медицина» (прежнее название Центральная клиническая больница № 2 имени Н. А. Семашко), Центральный НИИ туберкулёза и другие медицинские учреждения.
Время движения от Ярославского вокзала составляет 10—11 минут. В сутки останавливаются около 125 пар пригородных поездов, около 40 пар проходят платформу без остановки.
С 14 апреля по 1 сентября 2016 года остановочный пункт был закрыт в связи с ремонтом.

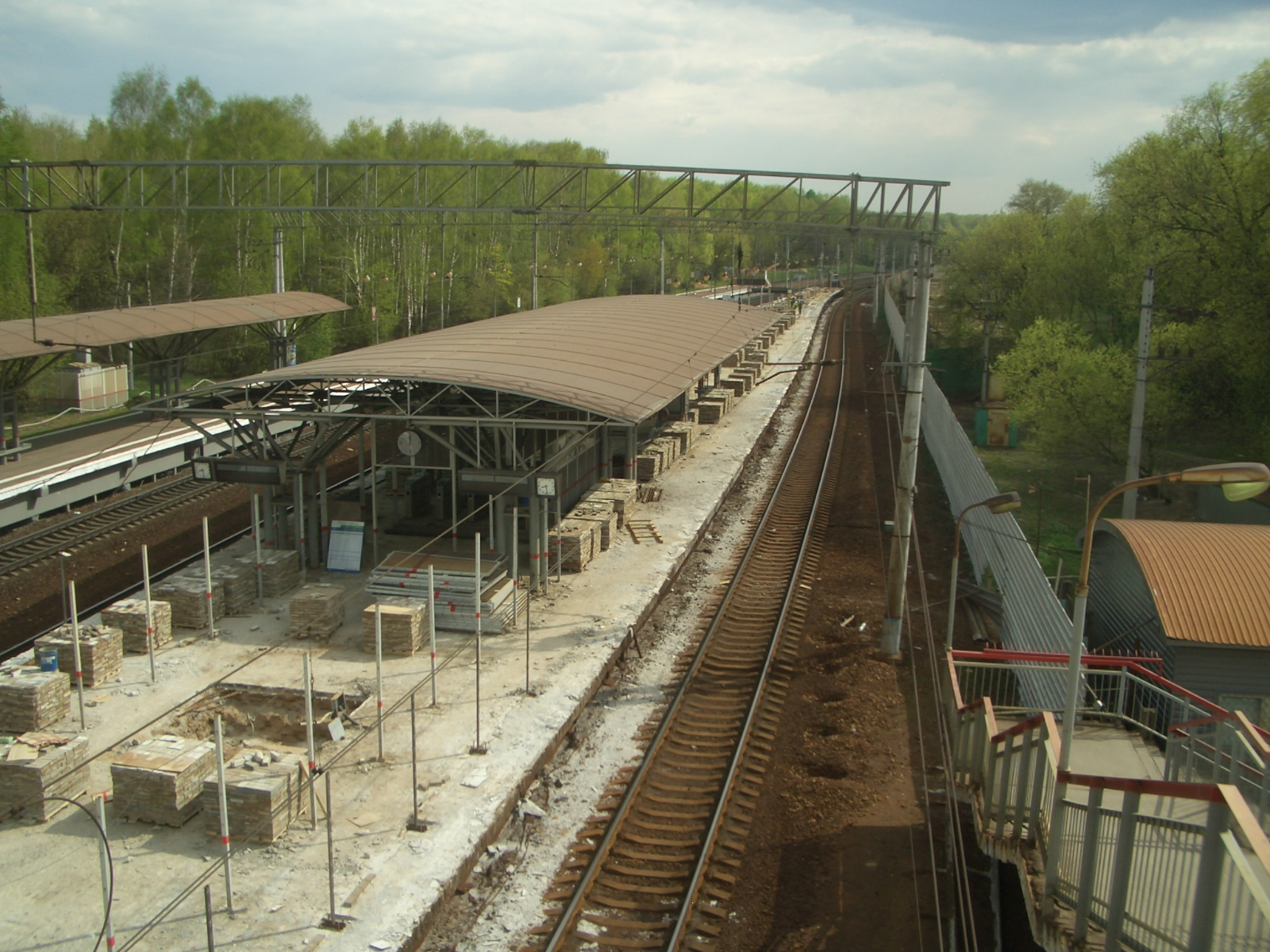
Вид на ремонт платформы с пешеходного моста

## Наземный общественный транспорт
На этой станции можно пересесть на следующие маршруты городского пассажирского транспорта:
- Автобусы: 56, 286, 603, 682